# 国鉄ミ170形貨車
国鉄ミ170形貨車（こくてつミ170がたかしゃ）は、かつて日本国有鉄道（国鉄）およびその前身である鉄道省等に在籍した水運車（水槽車）である。
本形式と同時期に同種類の種車を改造したミ150形についても本項目で解説する。

## ミ170形
1925年（大正14年）から1927年（昭和2年）11月にかけて廃車となった蒸気機関車の三軸炭水車を種車として10 t積み水運車が6形式（ミ335形、ミ340形、ミ350形、ミ360形、ミ375形、ミ385形）製作された。製造所は苗穂工場、小倉工場、名古屋工場、金沢工場、土崎工場の5か所であった。種車はいずれも三軸炭水車であるがその大きさはまちまちである。
形式名は1928年（昭和3年）5月の車両称号規程改正によりミ170形（ミ170 - ミ176、ミ180 - ミ195）に改名の上統合された。この際何故かミ177 - ミ179が欠番である。
塗色は、黒であり、寸法関係は種車により違いがあるが一例として全長は5,721 mm、全幅は2,356 mm、全高は2,902 mm、軸距は1,499 mm + 1,499 mm、自重は11.1 t、換算両数は積車2.0、空車1.0である。
1956年（昭和31年）7月20日に最後まで在籍したミ189が廃車となり同時に形式消滅となった。

### 車番履歴
| ミ170形 | 種車                     | 旧車番 | 改造年月    | 改造工場 | 配置局 |
| ------- | ------------------------ | ------ | ----------- | -------- | ------ |
| ミ170   | 5860形蒸気機関車の炭水車 | ミ335  | 大正14年    | 苗穂     |        |
| ミ171   | 5860形蒸気機関車の炭水車 | ミ336  | 大正14年    | 苗穂     |        |
| ミ172   | 8450形蒸気機関車の炭水車 | ミ340  | 大正14年    | 小倉     |        |
| ミ173   | 8450形蒸気機関車の炭水車 | ミ341  | 大正14年    | 小倉     |        |
| ミ174   | 8450形蒸気機関車の炭水車 | ミ342  | 大正14年    | 小倉     |        |
| ミ175   | 8450形蒸気機関車の炭水車 | ミ343  | 大正14年    | 小倉     |        |
| ミ176   | 8450形蒸気機関車の炭水車 | ミ344  | 大正14年    | 小倉     |        |
| ミ180   | 6350形蒸気機関車の炭水車 | ミ350  | 大正14年    | 小倉     |        |
| ミ181   | 6350形蒸気機関車の炭水車 | ミ351  | 大正14年    | 小倉     |        |
| ミ182   | 6350形蒸気機関車の炭水車 | ミ352  | 大正14年    | 小倉     |        |
| ミ183   | 5630形蒸気機関車の炭水車 | ミ360  | 大正15年4月 | 名古屋   | 名古屋 |
| ミ184   | 5630形蒸気機関車の炭水車 | ミ361  | 大正15年4月 | 名古屋   | 名古屋 |
| ミ185   | 5630形蒸気機関車の炭水車 | ミ362  | 大正15年4月 | 金沢     | 名古屋 |
| ミ186   | 5630形蒸気機関車の炭水車 | ミ363  | 大正15年4月 | 金沢     | 名古屋 |
| ミ187   | 5630形蒸気機関車の炭水車 | ミ364  | 昭和2年11月 | 名古屋   | 名古屋 |
| ミ188   | 5630形蒸気機関車の炭水車 | ミ365  | 昭和2年11月 | 名古屋   | 名古屋 |
| ミ189   | 5400形蒸気機関車の炭水車 | ミ375  | 昭和2年4月  | 土崎     | 仙台   |
| ミ190   | 6200形蒸気機関車の炭水車 | ミ376  | 昭和2年4月  | 土崎     | 仙台   |
| ミ191   | 5160形蒸気機関車の炭水車 | ミ385  | 昭和2年4月  | 土崎     | 仙台   |
| ミ192   | 5160形蒸気機関車の炭水車 | ミ386  | 昭和2年4月  | 土崎     | 仙台   |
| ミ193   | 5160形蒸気機関車の炭水車 | ミ387  | 昭和2年4月  | 土崎     | 仙台   |
| ミ194   | 5160形蒸気機関車の炭水車 | ミ388  | 昭和2年4月  | 土崎     | 仙台   |
| ミ195   | 5160形蒸気機関車の炭水車 | ミ389  | 昭和2年4月  | 土崎     | 仙台   |

## ミ150形
1926年（大正15年）3月に廃車となった5450形蒸気機関車の二軸炭水車を種車として5 t 積み水運車が苗穂工場にて2両製作された。日本の水運車の中で最小積載荷重の形式である。形式名はミ330形と定められたが、1928年（昭和3年）5月の車両称号規程改正によりミ150形（ミ330 - ミ331→ミ150 - ミ151）に変更された。落成後全車札幌鉄道局に配属された。
塗色は、黒であり、寸法関係は全長は5,725 mm、全幅は2,288 mm、全高は2,370 mm、軸距は2,743 mm、自重は8.3 t、換算両数は積車1.0、空車0.6である。
大型蒸気機関車1両の炭水車を半分の量にさせることもできない小荷重の為早期に用途廃止となり、ミ151は1934年（昭和9年）8月2日に、ミ150は1939年（昭和14年）6月28日にそれぞれ廃車となった。
全車が廃車となり一旦形式消滅したが1944年（昭和19年）に、樺太鉄道局の8 t 積みフミ30形フミ32が改番によりミ150形ミ152へ附番された。しかし1年後に戦局の悪化により樺太は車両残留のまま放棄され1945年（昭和20年）に除籍となり再度形式消滅となった。